# LletrA
LletrA és un projecte universitari dedicat a l'estudi i difusió de la literatura catalana a Internet, impulsat per la Universitat Oberta de Catalunya amb l'Institut Ramon Llull. Del 2004 fins al 2012 comptà amb la col·laboració de la Institució de les Lletres Catalanes. Els seus inicis són la publicació en línia, el mes de desembre de 2000, d'articles sobre literatura catalana generats pels Estudis de Filologia Catalana de la UOC. L'any 2001 es van crear les primeres pàgines web d'autors i obres catalanes, que han anat augmentat exponencialment des d'aleshores. Ha creat i actualitza nombrosos projectes digitals com ara el portal LletrA, d'autors i obres, en tres versions lingüístiques: català, castellà i anglès, amb informació crítica sobre els autors de diferents períodes, a més de panorames generals sobre èpoques i temes; el web Música de poetes o la publicació mensual Argus.
El projecte ha desenvolupat també nombroses exposicions virtuals, projectes presencials/virtuals en sinergia amb institucions públiques i privades, a més de diversos recursos web, eines i metodologies per a l'ensenyament-aprenentatge de la literatura catalana en línia, com ara la Viquilletra, realitzada conjuntament amb el Departament d'Educació de la Generalitat de Catalunya, o Mestresclass, en col·laboració amb l'ARA. Algunes de les seves iniciatives de difusió de la poesia a les xarxes socials són els vídeos Poesia Dibuixada (amb Catorze) o el Dia de la poesia catalana a internet (17 de març), impulsat des de 2011 en col·laboració amb Catalunya Ràdio i altres socis.
Juntament amb la Fundació Lluís Carulla i els Premis Baldiri Reixac han creat un premi per a la millor experiència docent en l'ús de les TIC a les aules de llengua i literatura catalanes. Amb la Fundació Prudenci Bertrana, convoquen el Premi LletrA de projectes digitals a Internet en el marc dels Premis Literaris de Girona per destacar anualment el millor projecte digital, escrit en qualsevol idioma, que promocioni la literatura catalana a la xarxa.